# Mekarlaksana (Ciparay)
Mekarlaksana is een bestuurslaag in het regentschap Bandung van de provincie West-Java, Indonesië. Mekarlaksana telt 8150 inwoners (volkstelling 2010).